# Hank (Pays-Bas)
Pour les articles homonymes, voir Hank.
Hank est un village néerlandais de 3 824 habitants (2009), situé dans la commune d'Altena dans la province du Brabant-Septentrional, dans le Pays de Heusden et d'Altena.
Hank est situé à l'est du Biesbosch, le long de l'A27 de Bréda à Utrecht. Les polders où se trouvent Hank et Nieuwendijk ont été créés au XVIIe siècle. Hank est construit le long de la digue qui a permis les travaux d'assèchement de cette région, gravement touchée par l'inondation de la Sainte-Élisabeth, en 1421. Le village est donc relativement récent. Son premier nom fut Mariapolder ; la signification du nom de Hank est restée obscure.
Jusqu'au 1er janvier 1997 Hank faisait partie de la commune de Dussen.